# Halanthium rarifolium
Halanthium rarifolium là loài thực vật có hoa thuộc họ Dền. Loài này được K. Koch mô tả khoa học đầu tiên năm 1843.